# 17. april
17. april er dag 107 i året i den gregorianske kalender (dag 108 i skudår). Der er 258 dage tilbage af året.
Anicetus dag, han var pave fra 140-166. Dagen er en af de 32 Tycho Brahesdage.

### Begivenheder
Født - Dødsfald
- 1080 - Kong Harald 3. af Danmark dør, og tronen efterfølges af Knud den Hellige, der siden bliver den første dansker, som kåres som helgen.
- 1492 - Christoffer Columbus skriver kontrakt med Spanien om at sejle til Asien efter krydderier.
- 1713 - For første gang udstedes danske pengesedler.
- 1807 - Det kongelige Døvstummeinstitut oprettes.
- 1861 - Staten Virginia stemmer for at udtræde af Amerikas Forenede Stater og bliver senere den 8. stat, der tilslutter sig Amerikas Konfødererede Stater.
- 1895 - Med Shimonoseki-aftalen afgiver det kinesiske Qing-dynasti bl.a. Korea og Taiwan til Japan, hvorved den første kinesisk-japanske krig afsluttes.
- 1907 - På Svenska Teatern i Stockholm uropføres August Strindbergs Et drømmespil.
- 1919 - Der indføres 8 timers arbejdsdag i Frankrig.
- 1923 - Luftruten København-Hamburg åbnes.
- 1937 - Tegnefilmsfiguren Daffy And optræder på første gang på film.
- 1941 - Jugoslavien kapitulerer til tyskerne.
- 1961 - Eksil-cubanere, der med amerikansk støtte er gået i land i Svinebugten, nedkæmpes af Fidel Castros tropper.
- 1962 - Sammen med tre nabokommuner beslutter Aalborg Kommune at bygge Limfjordstunnelen; det bliver Danmarks første undersøiske biltunnel.
- 1964 - På Verdensudstillingen i New York præsenteres Ford Mustang for første gang.
- 1969 - Generalsekretær for Tjekkoslovakiets kommunistparti, Alexander Dubček, fjernes og erstattes af Gustáv Husák.
- 1969 - Sirhan Sirhan kendes skyldig i drabet på Robert F. Kennedy.
- 1970 - Apollo 13 venter tilbage til jorden på trods af eksplosion om bord.
- 1971 - Under urolighederne i Østpakistan som følge af landets uafhænghedserklæring, dannes en provisorisk eksilregering under ledelse af Sheik Mujibur Rahman.
- 1975 - Borgerkrigen i Cambodja afsluttes, da Khmer Rouge indtager hovedstaden Phnom Penh og regeringen i Cambodia overgiver sig.
- 1978 - Den afghanske politiker Mir Akbar Khyber myrdes, hvilket udløser et kommunistisk kup i Afghanistan.
- 1983 - Indien opsender sin første satellit.
- 1986 - Et bombeangreb mod El Al-jet i Heathrow slår fejl.
- 1998 - Arkitekt Jørn Utzon modtager Sonningprisen på 500.000 kroner.

### Født
- 963 - Svend Tveskæg, konge af Danmark, Norge og England (død 1014).
- 1586 - John Ford, engelsk forfatter (død ca. 1639).
- 1816 - Jens Adolf Jerichau, dansk billedhugger (død 1883).
- 1818 - Alexander 2., russisk zar (død 1881).
- 1837 - John Pierpont Morgan, amerikansk finansmand (død 1913).
- 1854 - Paul von Rennenkampf, russisk general (død 1918).
- 1882 - Nic. Blædel, dansk journalist og forfatter (død 1943).
- 1885 - Karen Blixen, dansk forfatterinde (død 1962).
- 1891 - Sigvard Munk, dansk politiker og overborgmester i København (død 1983).
- 1894 - Nikita Khrusjtjov, sovjetisk ministerpræsident (død 1971).
- 1897 - Harald Sæverud, norsk komponist (død 1992).
- 1909 - Villy Fuglsang, dansk politiker (død 2005).
- 1910 - Carl Heger, dansk skuespiller (død 2002).
- 1912 - Marta Eggerth, amerikansk skuespillerinde (død 2013).
- 1917 - Bill Clements, amerikansk politiker (død 2011).
- 1919 - Chavela Vargas, mexicansk rancherasanger (død 2012).
- 1923 - Lindsay Anderson, engelsk filminstruktør (død 1994).
- 1929 - James Last, tysk orkesterleder (død 2015).
- 1930 - Chris Barber, amerikansk jazzorkesterleder.
- 1935 - Theo Angelopoulus, græsk filminstruktør.
- 1942 - Steen Volmer Jensen, dansk ingeniør (død 2010).
- 1943 - Otto Sigvaldi, dansk digter og oversætter (død 2015).
- 1943 - Tommy Nutter, britisk skrædder (død 1992).
- 1951 - Olivia Hussey, engelsk skuespillerinde (død 2024).
- 1953 - Assia Zlatkowa, dansk pianist.
- 1954 - Jørgen Bojsen-Møller, dansk civilingeniør og sejler.
- 1957 - Nick Hornby, engelsk forfatter.
- 1963 - Tine Aurvig-Huggenberger, dansk LO-næstformand.
- 1964 - Torben Forsberg, dansk filmfotograf.
- 1972 - Jennifer Garner, amerikansk skuespiller.
- 1973 - Kenneth Carlsen, dansk tennisspiller.
- 1974 - Victoria Beckham, engelsk popsanger.
- 1977 - Frederik Magle, dansk komponist og organist.
- 1982 - Martin Kampmann, dansk MMA-udøver
- 1985 - Jo-Wilfried Tsonga, fransk tennisspiller.

### Dødsfald
- 1080 - Harald Hen, dansk konge (født 1041).
- 1704 - Ulrik Frederik Gyldenløve, dansk statholder i Norge (født 1638).
- 1711 - Josef 1., tysk-romersk kejser (født 1678).
- 1790 - Benjamin Franklin, amerikansk fysiker og statsmand (født 1706).
- 1923 - Ove Krak, dansk forlægger. (født 1862).
- 1942 - Jean Baptiste Perrin, fransk fysiker og modtager af Nobelprisen i fysik (født 1870).
- 1945 - Helmut Pfeiffer, tysk jurist og SS-officer (født 1907).
- 1960 - Eddie Cochran, amerikansk rockmusiker (født 1938) - bilulykke.
- 1975 - Sarvepalli Radhakrishnan, indisk præsident og filosof (født 1888).
- 1976 - Henrik Dam, dansk biokemiker og modtager af Nobelprisen i medicin (født 1895).
- 1980 - Elin Høgsbro Appel, dansk lektor og politiker (født 1913).
- 1983 - Anne Marie Telmanyi, dansk maler (født 1893).
- 1996 - Piet Hein, dansk forfatter, opfinder mm. (født 1905).
- 1998 - Linda McCartney, amerikansk-engelsk fotograf og musiker (født 1941).
- 2000 - Victor Andreasen, dansk chefredaktør. (født 1920).
- 2003 - Paul Getty, amerikansk-britisk filantrop (født 1932).
- 2004 - Abdel Aziz al-Rantissi, palæstinensisk terrorist (født 1947).
- 2008 - Danny Federici, amerikansk musiker Bruce Springsteens E Street Band (født 1950).
- 2008 - Aimé Césaire, fransk forfatter og politiker fra Martinique (født 1913).
- 2016 - Doris Roberts, amerikansk skuespillerinde (født 1925).
- 2018 - Barbara Bush, tidl. amerikansk præsidentfrue (født 1925).

- Wikimedia Commons har flere filer relateret til 17. april

|  | Denne datoartikel kan blive bedre, hvis der indsættes et (bedre) billede Du kan hjælpe ved at afsøge Wikimedia Commons for et passende billede eller uploade et godt billede til Wikimedia Commons iht. de tilladte licenser og indsætte det i artiklen. |